# 伊格纳西·米克尔
伊格纳西·米克尔（西班牙語：Ignasi Miquel Pons，1992年9月28日—）是一名西班牙足球运动员，位置是後衛。現效力於西班牙足球乙级联赛球隊利雲特。他16歲時加入了阿仙奴。

## 俱乐部生涯
2013年8月9日，米克尔租借加盟莱斯特城，直至2013-14赛季结束。 2014年夏季转会窗口关闭前几小时，米克尔与英冠俱乐部诺里奇城签订了一份三年合同，并可选择延长12个月。
2015年7月30日，米克尔在与诺里奇的合同提前终止后，与蓬费拉迪纳签订了一份为期两年的合同。2016年7月1日，米克尔转会至卢戈。 2017年12月7日，米克尔与马拉加签订了一份三年半的合同，加入了西甲球队。 2018年8月4日，米克尔与赫塔费签订了为期四年的合同，转会至西甲顶级联赛。
2019年8月13日，由于上场机会有限，米克尔被租借至西乙的赫罗纳，租期一年。 2020年9月16日，米克尔被租借到另一支西乙球队雷加利斯，租期一年。 2021年8月31日，米克尔再次被租借至西乙球队韦斯卡，租期一年。
2022年7月26日，米克尔与格拉纳达签订了一份为期三年的合同。